# Hambach, Moselle
Hambach (în limba lorenă: Hombach) este un oraș și comună în departamentul Moselle din Grand Est din nord-estul Franței. Aparține regiunii istorice Lorena și este aproape de Sarreguemines și de granița germană.
Principala fabrică de producție a companiei britanice Ineos Automotive, care construiește Grenadier 4x4, este situată în Hambach.